# Christen Smith
Pour les articles homonymes, voir Smith.
Christen Smith (né le 17 octobre 1785 à Skoger près de Drammen, mort le 22 septembre 1816 au fleuve Congo) est un botaniste et un explorateur norvégien.

## Biographie
Christen Smith était le fils d'un propriétaire terrien norvégien. Il a été scolarisé à Kongsberg avant d'étudier la médecine à l'université de Copenhague. Après l'obtention de son examen, il travailla à l'hôpital Frederiks de Copenhague de 1810 à 1811. Au cours de ses études, il commença à s'intéresser à la botanique sous l'influence de Martin Vahl et Jens Wilken Hornemann. En 1808 il effectua, en compagnie d'Hornemann et de Martin Petrowitsch Wormskiold, une excursion dans les montagnes norvégiennes qu'il poursuivit seul à cause de la guerre suédo-danoise qui venait d'éclater. Il y ramassa de nombreuses mousses ainsi que d'autres plantes inconnues qui le rendirent célèbre dans le milieu des sciences naturelles. Durant l'été 1812 il effectua, en compagnie de Joakim Frederik Schouw, une deuxième excursion dans les montagnes encore inexplorées du Telemark et du Hallingdal, qui contribua encore à renforcer sa renommée scientifique.
En 1814 il fut nommé professeur de botanique et d'agriculture à l'université d'Oslo. Un peu auparavant, après la mort de son père, Smith avait hérité de l'argent qu'il désirait consacrer à l'étude de la nature dans d'autres pays. Son premier voyage à l'étranger le conduisit en Grande-Bretagne qu'il visita intensément jusqu'à la fin de cette année-là. Dans la maison de Joseph Banks, Smith fit la connaissance de nombreux chercheurs, dont le géologue Leopold von Buch avec lequel Smith planifia un voyage vers Madère et les îles Canaries.
Les deux explorateurs partirent depuis Portsmouth à bord du voilier William and Mary pour Funchal, à Madère, où ils arrivèrent le 21 avril 1815. Après y avoir séjourné pendant deux semaines, ils quittèrent Madère le 2 mai 1815 pour se rendre à La Orotava, aux Canaries, où ils arrivèrent trois jours plus tard. Lors de l'ascension du Teide, Smith remarqua que les forêts étaient constituées d'une variété de Pins encore non identifiée qu'il nomma pin des Canaries. Les deux scientifiques effectuèrent de nombreuses excursions dans les environs de San Cristóbal de La Laguna au cours desquelles Smith récolta de nombreuses plantes succulentes, dont Sempervivum urbicum, Sempervivum aureum et Aichryson punctatum. Depuis Santa Cruz de Tenerife ils continuèrent leur voyage vers l'île de Grande Canarie. Smith y récolta les plantes Hypericum coadunatum et Micromeria lanata jusque-là encore non identifiées. Après avoir séjourné sur l'île de Lanzarote ils quittèrent les îles Canaries le 27 octobre 1815 et retournèrent en Grande-Bretagne.
Après son retour, Joseph Banks demanda à Smith de participer à l'expédition de James Kingston Tuckey qui avait pour but l'exploration du fleuve Congo à bord du bateau à vapeur HMS Congo. Durant ce voyage, Smith tomba gravement malade et décéda le 22 septembre 1816.
Après sa mort, la préparation et la conservation des plantes qu'il avait ramassées durant son voyage aux îles Canaries furent menées à terme par Heinrich Friedrich Link, Christoph Friedrich Otto, Christian Gottfried Daniel Nees von Esenbeck et Augustin Pyramus de Candolle. Une grande partie de l'Herbarium de Smith est toujours conservée au British Museum. En 1824 Augustin Pyramus de Candolle nomma en son honneur le genre Christiana de la famille des Malvaceae. De nombreuses espèces de plantes sont nommées d'après lui, telles Bystropogon smithii, Dactylis smithii et Polycarpaea smithii.

## Référence
- (de) Cet article est partiellement ou en totalité issu de l’article de Wikipédia en allemand intitulé « Christen Smith » (voir la liste des auteurs).